# Duces 'n Trayz: The Old Fashioned Way
Duces 'n Trayz: The Old Fashioned Way è il secondo album in studio del gruppo hip hop statunitense Tha Eastsidaz, pubblicato nel 2001.

## Tracce
1. Intro – 1:19
2. I Luv It (featuring Kokane & Sir Dogg) – 5:00
3. Eastside Ridaz (featuring Nate Dogg, Soopafly & Latoya Williams) – 4:20
4. Crip Hop (featuring Latoya Williams) – 5:17
5. I Don't Know (featuring Suga Free, Soopafly & Latoya Williams) – 4:09
6. Welcome 2 tha House (featuring tha Angels & Nate Dogg) – 3:51
7. Friends (featuring Kokane) – 2:58
8. Gang Bang 4 Real (featuring Bad Azz) – 4:51
9. I Pledge Allegiance (featuring Soopafly & Kokane) – 3:48
10. Now Is the Time (featuring Kokane) – 3:46
11. Cool (featuring Nate Dogg & Butch Cassidy) – 5:14
12. Dogghouse In Your Mouth (featuring Suga Free, Soopafly, RBX, Kurupt, Ruff Dog, King Lou & Mixmaster Spade) – 6:45
13. Connected (featuring Mobb Deep & Kokane) – 4:21
14. Mac Bible Chapter 2:11 Verse 20–21 (featuring Mac Minister) – 1:42
15. Break a Bitch Til I Die – 4:09
16. Sticky Fingers (featuring Kokane & Rick Rock) – 3:14
17. There Comes a Time (featuring Daddy V) – 4:28
18. Late Night (featuring Kokane) – 2:58
19. So Low (featuring Lil' Mo) – 3:33
20. Everywhere I Go (featuring Kokane) – 4:35

## Formazione
- Tray Deee
- Snoop Dogg
- Goldie Loc